# Sango Malo
 (janvier 2021).
La mise en forme du texte ne suit pas les recommandations de Wikipédia : il faut le « wikifier ».
Les points d'amélioration suivants sont les cas les plus fréquents. Le détail des points à revoir est peut-être précisé sur la page de discussion.
- Les titres sont pré-formatés par le logiciel. Ils ne sont ni en capitales, ni en gras.
- Le texte ne doit pas être écrit en capitales (les noms de famille non plus), ni en gras, ni en italique, ni en « petit »…
- Le gras n'est utilisé que pour surligner le titre de l'article dans l'introduction, une seule fois.
- L'italique est rarement utilisé : mots en langue étrangère, titres d'œuvres, noms de bateaux, etc.
- Les citations ne sont pas en italique mais en corps de texte normal. Elles sont entourées par des guillemets français : « et ».
- Les listes à puces sont à éviter, des paragraphes rédigés étant largement préférés. Les tableaux sont à réserver à la présentation de données structurées (résultats, etc.).
- Les appels de note de bas de page (petits chiffres en exposant, introduits par l'outil «  Source ») sont à placer entre la fin de phrase et le point final[comme ça].
- Les liens internes (vers d'autres articles de Wikipédia) sont à choisir avec parcimonie. Créez des liens vers des articles approfondissant le sujet. Les termes génériques sans rapport avec le sujet sont à éviter, ainsi que les répétitions de liens vers un même terme.
- Les liens externes sont à placer uniquement dans une section « Liens externes », à la fin de l'article. Ces liens sont à choisir avec parcimonie suivant les règles définies. Si un lien sert de source à l'article, son insertion dans le texte est à faire par les notes de bas de page.
- La présentation des références doit suivre les conventions bibliographiques. Il est recommandé d'utiliser les modèles {{Ouvrage}}, {{Chapitre}}, {{Article}}, {{Lien web}} et/ou {{Bibliographie}}. Le mode d'édition visuel peut mettre en forme automatiquement les références.
- Insérer une infobox (cadre d'informations à droite) n'est pas obligatoire pour parachever la mise en page.

Pour une aide détaillée, merci de consulter Aide:Wikification.
Si vous pensez que ces points ont été résolus, vous pouvez retirer ce bandeau et améliorer la mise en forme d'un autre article.
 Pour plus de détails, voir Fiche technique et Distribution
Sango Malo est le premier long métrage de Bassek Ba Kobhio sorti en 1991. C'est l'histoire d'un jeune homme, maître d'école qui a une autre vision de l'enseignement. Considéré comme l'un des classiques du cinéma africain, Sango Malo est le film qui a révélé son réalisateur,. Avec ce film, Bassek obtient en 1992 le prix du public au 2e Festival du cinéma africain de Milan, en Italie. 

## Synopsis
Le film est l'adaptation du livre de Bassek Ba Kobhio : Sango Malo, le maître du Canton.
Fraichement muté dans le village de Lebamzip au Cameroun, le jeune diplômé de l'École Normale d'Instituteurs de Yaoundé, n'entend pas suivre les règles préétablies dans le système éducatif de son pays. Si son directeur est lui strict et insiste sur un programme scolaire conventionnel calqué sur le système éducatif français et toujours respectueux de la structure de pouvoir du village, M. Malo est, quant à lui, libertaire et décide de révolutionner non seulement le système éducatif mais aussi la vie et le développement de Lebamzip,.
Cet affront à son supérieur et aux notables du village vont lui valoir d'abord d'être remplacé par une stagiaire mais ensuite arrêté pour atteinte à la sûreté de l’État et détournement de la jeunesse.

## Fiche technique
- Réalisateur : Bassek Ba Kobhio
- Son : Julien Cloquet [9]
- Pays : Cameroun
- Année : 1991
- Catégorie : Long métrage
- Genre : Comédie
- Durée :  95 minutes

## Distribution
- Jeanne Abanda
- Epaye Monny Akwa
- Daniel Bakang
- Lucie Bekono
- Massam A. Biroko
- Jimmy Biyona
- Jérome Bolo
- Jean Endene
- Henriette Fenda
- Edith Gadima
- E. Keki Manyo
- Atangana Messi
- Jean Minguele
- Marcel Mvondo
- Sophie Ngue
- René Njike
- Jean Nkando
- Edwige Ntongon
- Atangano Oloa
- Salomon Tatmfo